# ماری آیوکاوا
ماری آیوکاوا (انگلیسی: Mari Ayukawa؛ زاده ۲ دسامبر ۱۹۶۹) یک بازیگر پورنوگرافی است.